# Dolores de Austria
Dolores de Austria-Toscana (en alemán: Dolores von Österreich-Toskana; Lemberg, 5 de mayo de 1891 - Viareggio, 10 de abril de 1974) fue una hija del archiduque Leopoldo Salvador de Austria-Toscana. Era miembro de la rama Toscana de la Casa de Habsburgo-Lorena. Después de la caída del Imperio austrohúngaro, vivió en circunstancias reducidas con su familia en España, Austria, e Italia.

## Primeros años
Dolores fue la hija mayor del archiduque Leopoldo Salvador de Austria-Toscana y de su esposa, Blanca de Borbón y Borbón-Parma. Su madre era la hija mayor de Carlos, duque de Madrid, pretendiente carlista al trono de España.
Creció durante en el último periodo del Imperio austrohúngaro. Recibió una educada espléndida. Su padre, quien había seguido una carrera en el ejército, era también un inventor, con un número de patentes militares a su nombre. Su madre era descrita como dominante, y su casa era un hogar multicultural. Los antepasados paternos de Dolores habían reinado en Austria, el Gran Ducado de Toscana y en el Reino de las Dos Sicilias. La familia de su madre había reinado en España, el Ducado de Parma y Francia.
Dolores fue educada junto a sus hermanas, Inmaculada y Margarita. Las tres hermanas, muy cercanas en edad, compartían un gusto por las artes. Dolores era muy hábil para dibujar. Su educación estuvo basada en idiomas, y además de su nativo alemán, aprendió francés, español, húngaro e italiano. La familia era adinerada; poseían el Palacio Toscana en Viena y el Schloss Wilhelminenberg como casa de campo. Pasaban las vacaciones en Italia, donde la infanta Blanca poseía una propiedad rural cerca de Viareggio. Durante la Primera Guerra Mundial, el padre de Dolores y dos de sus hermanos mayores lucharon en el ejército austrohúngaro.

## Exilio
Tras la caída de la monarquía en 1918, el gobierno republicano de Austria confiscó todas las propiedades de la familia imperial austriaca. La familia de Dolores perdió toda su fortuna. Sus dos hermanos mayores, los archiduques Raniero y Leopoldo, decidieron permanecer en Austria y reconocieron a la nueva república. Dolores, junto con sus padres y sus otros hermanos, emigró a España. En enero de 1919 llegaron a Barcelona, donde se asentaron por casi una década, viviendo modestamente. Mientras en Wilhelminenberg, la familia empleó a 80 criados para su gran casa, pero en Barcelona, Dolores, su madre y sus hermanas tuvieron que valerse por sí mismas, llegando a realizar las labores del hogar. Con los ingresos de las patentes militares de su padre en Francia y tras vender algunas de las joyas de su madre, fueron capaces de comprar una casa. Dolores permaneció soltera y sin hijos. Sufría de una pequeña cojera desde la infancia.
Su padre falleció en 1931 cuando visitaba Austria. En los años siguientes la turbulenta situación política en España durante la Segunda República española hizo que la familia regresara a Austria. Pudieron alquilar tres habitaciones en su antigua residencia en Viena, el Palacio Toscana. En marzo de 1938, Adolfo Hitler anexionó Austria y la archiduquesa Dolores, con su madre y su hermano menor, se mudaron a Tenuta Reale, una villa que pertenecía a la familia de su madre, cerca de Viareggio, en Italia. Cuando la situación allí empeoró debido a la Segunda Guerra Mundial, Dolores, su madre y su hermano, el archiduque Carlos, y su familia regresaron a Barcelona. Cuando la guerra terminó, volvieron a vivir en Viareggio.
Después de la muerte de su madre en 1949, Dolores regresó a Barcelona. En la década de 1960, lejos de sus hermanos y sintiéndose sola, trabó contacto y amistad con un alto funcionario del servicio de correos destinado en Barcelona. Un hombre culto y afable por quien comenzó a experimentar un creciente amor platónico y con quien podía mantener conversaciones cultas y profundas sobre historia, filosofía y literatura. Tiempo después, y habiendo sido él enviado como jefe de telecomunicaciones a Lérida, la archiduquesa decidió seguirle hasta aquella ciudad donde convivieron en el palacio de telecomunicaciones. Bien atendida y con servicio a su disposición, doña Dolores vivió allí algunos años hasta que, por voluntad propia, contactó con su hermana Margarita que fue a buscarla marchando juntas a Italia. Allí se instaló en la Tenuta Reale de Viareggio, propiedad suya y de sus hermanos, donde viviría el resto de su vida con sus hermanas, Margarita e Inmaculada, que habían enviudado. Dolores falleció el 10 de abril de 1974, a los 82 años, en Viareggio.

## Ancestros
|  |                                            |  |  |  |  |  |  |  |  |  |  |  |  |  |  |  |
|  | 8. Leopoldo II de Toscana                  |  |  |  |  |  |  |  |  |  |  |  |  |  |  |  |
|  |                                            |  |  |  |  |  |  |  |  |  |  |  |  |  |  |  |
|  |                                            |  |  |  |  |  |  |  |  |  |  |  |  |  |  |  |
|  | 4. Carlos Salvador de Austria-Toscana      |  |  |  |  |  |  |  |  |  |  |  |  |  |  |  |
|  |                                            |  |  |  |  |  |  |  |  |  |  |  |  |  |  |  |
|  |                                            |  |  |  |  |  |  |  |  |  |  |  |  |  |  |  |
|  | 9. María Antonieta de Borbón-Dos Sicilias  |  |  |  |  |  |  |  |  |  |  |  |  |  |  |  |
|  |                                            |  |  |  |  |  |  |  |  |  |  |  |  |  |  |  |
|  |                                            |  |  |  |  |  |  |  |  |  |  |  |  |  |  |  |
|  | 2. Leopoldo Salvador de Austria-Toscana    |  |  |  |  |  |  |  |  |  |  |  |  |  |  |  |
|  |                                            |  |  |  |  |  |  |  |  |  |  |  |  |  |  |  |
|  |                                            |  |  |  |  |  |  |  |  |  |  |  |  |  |  |  |
|  | 10. Fernando II de las Dos Sicilias        |  |  |  |  |  |  |  |  |  |  |  |  |  |  |  |
|  |                                            |  |  |  |  |  |  |  |  |  |  |  |  |  |  |  |
|  |                                            |  |  |  |  |  |  |  |  |  |  |  |  |  |  |  |
|  | 5. María Inmaculada de Borbón-Dos Sicilias |  |  |  |  |  |  |  |  |  |  |  |  |  |  |  |
|  |                                            |  |  |  |  |  |  |  |  |  |  |  |  |  |  |  |
|  |                                            |  |  |  |  |  |  |  |  |  |  |  |  |  |  |  |
|  | 11. María Teresa de Austria                |  |  |  |  |  |  |  |  |  |  |  |  |  |  |  |
|  |                                            |  |  |  |  |  |  |  |  |  |  |  |  |  |  |  |
|  |                                            |  |  |  |  |  |  |  |  |  |  |  |  |  |  |  |
|  | 1. Dolores de Austria                      |  |  |  |  |  |  |  |  |  |  |  |  |  |  |  |
|  |                                            |  |  |  |  |  |  |  |  |  |  |  |  |  |  |  |
|  |                                            |  |  |  |  |  |  |  |  |  |  |  |  |  |  |  |
|  | 12. Juan de Borbón y Braganza              |  |  |  |  |  |  |  |  |  |  |  |  |  |  |  |
|  |                                            |  |  |  |  |  |  |  |  |  |  |  |  |  |  |  |
|  |                                            |  |  |  |  |  |  |  |  |  |  |  |  |  |  |  |
|  | 6. Carlos, duque de Madrid                 |  |  |  |  |  |  |  |  |  |  |  |  |  |  |  |
|  |                                            |  |  |  |  |  |  |  |  |  |  |  |  |  |  |  |
|  |                                            |  |  |  |  |  |  |  |  |  |  |  |  |  |  |  |
|  | 13. María Beatriz de Austria-Este          |  |  |  |  |  |  |  |  |  |  |  |  |  |  |  |
|  |                                            |  |  |  |  |  |  |  |  |  |  |  |  |  |  |  |
|  |                                            |  |  |  |  |  |  |  |  |  |  |  |  |  |  |  |
|  | 3. Blanca de Borbón y Borbón-Parma         |  |  |  |  |  |  |  |  |  |  |  |  |  |  |  |
|  |                                            |  |  |  |  |  |  |  |  |  |  |  |  |  |  |  |
|  |                                            |  |  |  |  |  |  |  |  |  |  |  |  |  |  |  |
|  | 14. Carlos III de Parma                    |  |  |  |  |  |  |  |  |  |  |  |  |  |  |  |
|  |                                            |  |  |  |  |  |  |  |  |  |  |  |  |  |  |  |
|  |                                            |  |  |  |  |  |  |  |  |  |  |  |  |  |  |  |
|  | 7. Margarita de Borbón-Parma               |  |  |  |  |  |  |  |  |  |  |  |  |  |  |  |
|  |                                            |  |  |  |  |  |  |  |  |  |  |  |  |  |  |  |
|  |                                            |  |  |  |  |  |  |  |  |  |  |  |  |  |  |  |
|  | 15. Luisa de Artois                        |  |  |  |  |  |  |  |  |  |  |  |  |  |  |  |
|  |                                            |  |  |  |  |  |  |  |  |  |  |  |  |  |  |  |
|  |                                            |  |  |  |  |  |  |  |  |  |  |  |  |  |  |  |